# Bo R:son Källström
Bo Rolfsson Källström, född 27 februari 1920 i Örebro, död 26 oktober 2014 i Uppsala, var en svensk psykiater.
Efter studentexamen i Örebro 1939 blev Källström medicine kandidat 1941, medicine licentiat 1948 och medicine doktor i Uppsala 1954 på avhandlingen Serum Iron in Depressive States: (Endogenous Depression and Allied States): A Clinical and Experimental Study. Han innehade olika läkarförordnanden 1944–48, var förste underläkare vid psykiatriska kliniken vid Akademiska sjukhuset i Uppsala 1948–56, läkare vid Ulleråkers sjukhus 1957–59 och överläkare vid psykiatriska kliniken på Östersunds lasarett från 1959 till pensioneringen år 1985. Han blev bataljonsläkare i Fältläkarkåren 1954 och var anstaltspsykiater på Venngarn 1956–59. 